# Мерфи, Грэм
Грэм Мэрфи (англ. Graeme Murphy, р. 2 ноября 1950) — австралийский танцовщик, хореограф, режиссёр.
Мэрфи известен как один из пионеров современной хореографии: он стал автором нескольких десятков балетов, с успехом представленных как в Австралии, так и в Европе и США, а также предложил новую интерпретацию ряда классических сюжетов — «Щелкунчик» Мэрфи рассказывает историю русской балерины, которая вынуждена оставить Россию после событий 1917 года, а «Лебединое озеро» являет собой любовный треугольник в высшем обществе Великобритании.

## Карьера
Окончив школу Австралийского балета Грэм Мэрфи начал выступления в составе основной труппы. Работал по контракту в труппах Великобритании и Франции. Параллельно с артистической карьерой Мэрфи начал карьеру хореографа: он ставил номера для артистов Австралийского балета. 
В 1976 году Мэрфи возглавил труппу балета Нового Южного Уэльса — в 1979 году коллектив взял новое имя: Sydney Dance Company, — и превратился в творческую лабораторию Мэрфи, который много работал и в других театрах Австралии и мира: как хореограф и режиссёр оперного театра Мэрфи сотрудничал с Метрополитен Опера, Баварским Государственным Балетом, Голландским театром танца, Королевским балетом Новой Зеландии, труппой «White Oak» Михаила Барышникова и другими известными коллективами.